# Eurojet Airlines
Eurojet Airlines was een luchtvaartmaatschappij met een basis in EuroAirport Basel-Mulhouse-Freiburg in Frankrijk. De firma werd opgericht in 2003 en verzorgde vrachtvervoer, privévluchten tot twaalf personen en chartervluchten. De maatschappij had een Boeing 737-400 in de vloot, die geleaset was en een McDonnell MD-82. Er werden vakantievluchten uitgevoerd naar Marrakech, Egypte, de Canarische Eilanden, de Balearen en Dakar. De vluchten werden in 2004 gestaakt, amper drie maanden na de eerste vlucht in oktober 2003. De Zwitserse touroperator Avione, waarmee de luchtvaartmaatschappij contracten had ging failliet, waardoor Eurojet Airlines meegesleurd werd.  Op 20 januari 2004 werd Eurojet Airlines failliet verklaard. 51 personeelsleden verloren hun baan.
Aero Charter DARTA · Aero Services Executive · Aigle Azur · Air Antilles Express · Air Austral · Air Caraïbes · Air Corsica · Air France · Air Guyane · Air Horizons · Airlinair · Air Littoral (opgeheven) · Air Méditerranée · Air Orient (opgeheven) · AlsaceExcel · Axis Airways · Blue Line · Brit Air · CCM Airlines · Champagne Airlines · CityJet · Corsairfly · Eagle Aviation France · Eurojet Airlines · Europe Airpost · Finist'air · Flywest · Hex'Air · L'vion · Ocean Airways · Octavia Airlines · Régional · XL Airways France · Sud Airlines

Afhankelijke gebieden: Air Bourbon (opgeheven) · Air Calédonie · Aircalin · Air Moorea · Air Saint-Pierre · Air Tahiti · Air Tahiti Nui · St Barth Commuter · Wan Air